# Медвежье (Галичский район)
Медвежье — деревня в Ореховском сельском поселении Галичского района Костромской области России.

## География
Деревня расположена на берегу речки Щадеевка.

## История
Согласно Спискам населенных мест Российской империи в 1872 году деревня относилась к 1 стану Галичского уезда Костромской губернии. В ней числилось 8 дворов, проживало 30 мужчин и 37 женщин.
Согласно переписи населения 1897 года в деревне проживало 49 человек (19 мужчины и 30 женщин).
Согласно Списку населенных мест Костромской губернии в 1907 году деревня относилась к Ногатинской волости Галичского уезда Костромской губернии. По сведениям волостного правления за 1907 год в ней числилось 11 крестьянских дворов и 57 жителей. Основными занятиями жителей деревни, помимо земледелия, были плотницкий промысел и сельскохозяйственные работы.
До муниципальной реформы 2010 года деревня также входила в состав Ореховского сельского поселения.